# Monasterio de Filoteo
El Monasterio de Filoteo (griego: Μονή Φιλοθέου) es un monasterio ortodoxo del Monte Athos, Grecia. Es el duodécimo monasterio de la jerarquía de los monasterios de la Montaña Sagrada.
Situado junto al Monasterio de Karakalos a una altitud de 350 m. Fundado a finales del siglo X por el monje Filoteo. La celebración del monasterio está dedicada a la Anunciación de la Madre de Dios y se celebra el 25 de marzo según el calendario gregoriano (el 7 de abril según el calendario juliano).
El monasterio alberga el icono de la Virgen Glicofilusa. La biblioteca contiene 250 manuscritos y 2.500 libros impresos (de los cuales 500 están en ruso y rumano). En este monasterio viven unos 60 monjes. 